# 藩 (日本)
藩是日本江戶時代幕藩體制對於將軍家直屬領地以外大名領國的非正式稱呼；這些領國源於日本古代封建體系，經過戰國時代的兼併，於江戶時代形成了276個地方分權單位，直到1871年明治政府廢藩置縣為止。

## 藩體系的形成
在室町幕府的時期，幕府將軍開始讓守護大名管治一國，直到中後期，武士勢力抬頭，爆發了應仁之亂，很多守護大名的勢力被戰國時代的大名取代，但是也有例外，例如島津氏是一個成功的例子。之後，豐臣秀吉統一日本，基本確立領主的體制，其後經歷了關原之戰，削弱親豐臣的大名的領域，經過改易後，德川幕府創立不久後，大名的分封大致上已經完成。
這些順從江戶幕府的大名，在他們的領地內擁有一定的程度經濟、政治和社會的自決權，讓他們發展城內或城下町，擁有一個細小的國家的功能——大名常被稱為「藩主」，而其家臣則稱為「藩士」；而一些有勢力的大名們，也會在主藩內也設立「支藩」，支藩的藩主通常是由主藩藩主的重臣（例如「家老」）或血親擔任。相對於諸「藩」，德川幕府的直轄領稱為「天領」。這些藩雖然擁有自主權，但是藩主都必需將長子（繼承人）與正室送往江戶作為人質，此為「參覲交替」的制度。而藩主也不可以隨意築城，因為江戶時代已經確立了一國一城令，但事實上一國裡已經有多座城堡，大名也可以透過幕府批准設主城堡。
有些藩本來沒有「石高」（即領土收入）（例如蝦夷地的松前藩），但因為獲得了德川幕府的准許，擁有一萬石資格，因而成為了藩。藩通常會以藩主的居城（藩廳）命名，例如上杉氏以米澤城作居城，一般被稱作為米澤藩，而附近的伊達氏，在仙台城作居城，稱作仙台藩。但是如果藩的領城佔有一國大多數領地甚至是多於一國的領地，通常會以國名作稱呼，例如前田氏的加賀藩、島津氏的薩摩藩、以國名作稱呼。在當時，最大的藩領是前田氏的加賀藩，擁有超過一百萬石的石高，擁有了加賀和能登兩國。
以「藩」稱呼當時擁有一萬石以上大名的領國，是由當時的儒學者開始的——中國古時周天子分封領地給國讓諸侯們自治，概念是要服從天子；同樣地，日本的大名們也要服從於幕府將軍，因此便稱這些領國為「藩」。但江戶幕府的正式體制中沒有「藩」這一設計，大名「藩主」間交流也不用「藩」的名義，而是以「某某家中」稱呼。雖然在江戶時代初期，並非是正式的制度名稱，所以只限某一部份人在使用，在元祿年間之後也只是到處可以看見的這樣的稱呼的程度。直到明治時代正式成為公有的制度，這個名稱才開始被廣為使用。在明治維新之前日本廢藩之前的總數共有276藩。

## 廢藩置縣
直到1868年，德川幕府滅亡，原本幕府直轄的領地改為由天皇管轄。這些領地也組成了府縣。而藩主的居所稱為藩，在短時間內，依照所在地名實行了府縣藩三種制度，加賀藩也在那段時間當中改名為金澤藩。1869年開始逐漸將藩城版籍奉還。直到1871年開始進行廢藩置縣，藩制也到此為止。
在統合藩制和縣市制度的期間，不少藩的名字及領地，直到今時的日本行政區劃，市的名字和縣的範圍的區域是一致的。

## 外部連結
- （日語）ふるさとの藩[永久]